# Andreo
En la mitología griega, Andreo (en griego antiguo: Ἀνδρεύς) era un hijo del dios fluvial Peneo en Tesalia, por quien toma nombre el distrito beocio de Orcómeno. West cree que en el Catálogo de mujeres Andreo sería uno de los hijos del epónimo Orcómeno.
Pausanias nos dice que más allá del monte Lafistio está Orcómeno, ciudad famosa como ninguna otra en Grecia. Dicen que Andreo, hijo del río Peneo, fue el primero que se estableció allí como colono, y por éste recibió su nombre, Andreide. Cuando Atamante se unió a él, le asignó de su tierra el territorio de alrededor de Lafistio, la actual Coronea y Haliartia. Andreo recibió por esposa de Atamante a Evipe, una hija de Leucón, y tuvo un hijo, Eteocles, según dicen los ciudadanos hijo del río Cefiso. Cuando fue rey este Eteocles, permitió que la región recibiese el nombre de Andreo y estableció dos tribus, llamando a una Cefisíada y a la otra con su nombre.
En otro pasaje Pausanias habla de Andreo (aunque se desconoce si se refiere a la misma persona) como el primero que colonizó la isla de Andros. De acuerdo con Diodoro Sículo, Andreo fue uno de los generales de Radamantis,  los cuales recibieron la isla de Andros como regalo. Esteban de Bizancio, Conón y Ovidio llaman a este primer colonizador Andro (hijo de Anio) y no Andreo.
| Predecesor: - | Reyes de Orcómeno | Sucesor: Eteocles |